# Seututie 487
Pour les articles homonymes, voir Route 487.
La route régionale 487 (finnois : Seututie 487) est une route régionale allant de Tolosenmäki à Kitee jusqu'au centre de Kitee en Finlande,,.

## Présentation
La seututie 487 est une route régionale de Carélie du Nord.
La seututie 487 part à Tolosenmäki du croisement de la route nationale 6 et de la route régionale 482. 
La route 487 continue vers l'est et emprunte le pont enjambant la voie ferrée de Carélie. 
Elle se termine au centre de Kitee ou elle croise la route régionale 486 et la route de liaison 4870.